# Шитовский Исток
Ши́товский Исто́к (или Шитовской исток) — река на Среднем Урале, в городском округе Верхняя Пышма Свердловской области. Вытекает из Шитовского озера и впадает в Исетское озеро, считается одним из истоков реки Исети. Длина Шитовского Истока составляет 14 км, площадь водосборного бассейна — 235 км². Практически на всём протяжении река протекает по обширному болоту, часть которого была объявлена ландшафтным памятником.

## Данные водного реестра
По данным государственного водного реестра России, Шитовский Исток относится к Иртышскому бассейновому округу, речному бассейну Иртыша, речному подбассейну Тобола. Водохозяйственный участок — Исеть от истока до города Екатеринбурга.
Код объекта в государственном водном реестре — 14010500512111200002714.